# Intuición sensible
Intuición sensible en la filosofía de Kant, dícese de una de las formas que tiene el humano de conocer, cuando se trata de fenómenos que se perciben ineludiblemente a través de los sentidos, por oposición a la intuición intelectual. Según Kant, el conocimiento que extraemos del mundo posee ciertas condiciones formales, a saber:
- El espacio, consistente en un marco a priori donde se sitúan los objetos sensibles. Kant explica que no podemos comprender ni imaginar un vacío de espacio. Un ejercicio que nos puede ayudar a entender esto sería: imagine un objeto (por ejemplo, una caja). Ahora que tiene la representación de una caja en su mente, elimínela. En su mente ya no existe ningún objeto, sin embargo, sigue existiendo un espacio en el que formalmente se representan los conceptos sensibles. De esta forma, es lógico pensar que no podemos imaginar el vacío de espacio.

- El tiempo, aprendido al percibirse sucesión y simultaneidad de eventos y la mutabilidad progresiva de las representaciones sensibles.